# Martin Vantruba
Martin Vantruba, född 7 februari 1998, är en slovakisk fotbollsmålvakt som spelar för Dunajská Streda.

## Karriär
Den 18 augusti 2020 lånades Vantruba ut av Slavia Prag till Nordsjælland på ett låneavtal över säsongen 2020/2021. Han gjorde sin Superligaen-debut den 22 november 2020 i en 1–1-match mot AaB.
I juli 2021 värvades Vantruba av Dunajská Streda, där han skrev på ett tvåårskontrakt.